# 東京バレエ団
東京バレエ団は、日本のバレエ・カンパニー。正式名称は「チャイコフスキー記念東京バレエ団」。

## 概要
1964年に創設され、東京都目黒区に本部を置く。公演は上野の東京文化会館を中心に各地で行い、海外公演も毎年ツアーを行っている。1966年にはソビエト政府に招かれてモスクワとレニングラードで公演を行い、ソビエト文化省より"チャイコフスキー記念"の名称を贈られた。
創立以来一貫して、古典の全幕作品から現代振付家の名作まで幅広いレパートリーを誇る。モーリス・ベジャール（『ザ・カブキ』）、イリ・キリアン（『パーフェクト・コンセプション』）、ジョン・ノイマイヤー（『月に寄せる七つの俳句』『時節の色』）ら現代バレエ界を代表する振付家によるオリジナル作品を上演。またウラジーミル・ワシーリエフの『ドン・キホーテ』、ナタリア・マカロワの『ラ・バヤデール』、マッツ・エックの『カルメン』、ノイマイヤーの『ロメオとジュリエット』など、当代一流の振付家の作品をその指導により上演している。21のベジャール作品をレパートリーに持ち、モーリス・ベジャール・バレエ団とは兄弟カンパニーとして認められている。ダニエル・バレンボイム、ズービン・メータなど、巨匠指揮者との共演も果たした。
2014年8月30日に創立50周年を迎えた。2015年8月には斎藤友佳理が芸術監督に就任。その後、2016年2月にはブルメイステル版『白鳥の湖』、2019年3月にはホームズ版『海賊』といった全幕作品をバレエ団初演している。2019年6月から7月にかけては第34次海外公演として、ウィーン国立歌劇場、ミラノ・スカラ座を含むヨーロッパ・ツアーで『ザ・カブキ』ほかを上演し、各地で高評を得た。
近年は、東京文化会館での「上野の森バレエホリデイ」、めぐろパーシモンホールでの「めぐろバレエ祭り」など、地域に根ざした活動にも力を入れ、幅広い観客に親しまれるバレエ作品の上演、普及活動を行っている。

## 国内外での公演
国内での公演回数は、1965年（昭和40年）1月9日から、2019年（令和元年）12月24日までに826回を数えている。
1970年9月から11月にかけて初の欧州公演を実施。イタリア、スペイン、フランス、西ドイツなどを回った。フランスでは第8回国際バレエ・フェスティバルのオープニングコンサートに出演した。
1979年6月、日本のバレエ団として初めてボリショイ劇場のステージに乗る。これまでに日本の舞台芸術史上始まって以来の34次775回の海外公演を行い、"日本の生んだ世界のバレエ団"として国内外で高く評価されている。とくにパリ・オペラ座、ミラノ・スカラ座、ウィーン国立歌劇場、プラハ歌劇場、マリインスキー劇場、
ロイヤル・オペラ・ハウスなどヨーロッパの名だたる歌劇場に数多く出演し絶賛を博した。

### 海外アーティストとの共同制作・共演
これまでに、シルヴィ・ギエム、ラッセル・マリファント（振付家、ダンサー）、ニコラ・ル・リッシュ、マッシモ・ムッル（ミラノ・スカラ座バレエ団）、イリ・キリアン、レオニード・サラファーノフ（マリンスキー・バレエ)、フリーデマン・フォーゲル（シュツットガルト・バレエ団）、アリーナ・コジョカル、ヨハン・コボー（英国ロイヤル・バレエ団）、マニュエル・ルグリ、ローラン・イレール、ヴラジーミル・マラーホフ、パトリック・デュポン、オーレリー・デュポン、シャルル・ジュド（ボルドー・バレエ団）、マチュー・ガニオなどと振付・共演を重ねつつ全国で公演を行っている。

## 在籍した主なダンサー（五十音順）
- 秋元康臣
- 秋山瑛
- 荒井祐子
- ブラウリオ・アルバレス
- 飯田宗孝
- 井福俊太郎
- 池本祥真
- 井脇幸江
- 上野水香
- 生方隆之介
- 遠藤千春
- 大塚卓
- 岡崎隼也
- 沖香菜子
- 金子仁美
- 川島麻美子
- 岸本夏未
- 木村和夫
- 小出領子
- 後藤晴雄
- 斎藤友佳理
- 佐野志織
- 首藤康之
- 高岸直樹
- 柄本弾
- 伝田陽美
- 中川美幸
- 中島周
- 奈良春夏
- 二瓶加奈子
- 樋口祐樹
- 政本絵美
- 三雲友里加
- 宮川新大
- 安村圭太
- 吉岡美佳
- 涌田美紀